# Dendrocerus psyllarum
Dendrocerus psyllarum is een vliesvleugelig insect uit de familie van de Megaspilidae. De wetenschappelijke naam van de soort is voor het eerst geldig gepubliceerd in 1983 door Dessart.